# Tótszentgyörgy
Tótszentgyörgy est un village et une commune du comitat de Baranya en Hongrie.